# Zamfir Brătescu
Zamfir Brătescu (n. 1875, județul Brăila – d. 1957, București) a fost un om politic român, care a îndeplinit funcția de ministru.

## Biografie
Zamfir Brătescu s-a născut în anul 1875 în județul Brăila. A absolvit cursurile Facultăților de Fizică, Matematică și Drept. Printre demnitățile îndeplinite s-au numărat cele de director general în Ministerul de Finanțe (1930), director general al Casei de Depuneri și Consemnațiuni, ministru subsecretar de stat la Finanțe (29 aprilie 1931–6 iunie 1932) în guvernul Iorga - Argetoianu, prim-președinte al Înaltei Curți de Conturi. S-a pensionat în anul 1943. A fost arestat, condamnat și închis în perioada 1950–1955 la Sighet. Grav bolnav, a fost internat în Spitalul de Geriatrie din București, unde a murit în 1957.